# Flash and the Pan
Flash and the Pan fue un grupo musical australiano encuadrable entre el Synth pop y la New Wave. Fue esencialmente un proyecto de estudio, iniciado por los músicos Harry Vanda y George Young (hermano de Angus y Malcolm Young, del grupo AC/DC). Ambos procedían del grupo The Easybeats. El primer éxito del dúo fue su álbum debut, Flash and the Pan, con el sencillo "Walking in the Rain", que fue lanzado más tarde por la cantante Grace Jones. En este tema se aprecia la que es quizá la nota más característica del grupo: la voz nasal o sincopada, a veces más recitativa que cantante, del vocalista principal. 
El álbum Flash and the Pan (1979) fue un éxito en Europa, el Reino Unido y los Estados Unidos. "Waiting for a Train" fue su siguiente éxito.

## Discografía

### Singles
- "Hey, St. Peter" (1978)
- "And the Band Played On (Down Among The Dead Men)" (1978)
- "The African Shuffle" (1978)
- "California" (1979)
- "Walking in the Rain" (1979)
- "Media Man" (1980)
- "Welcome to the Universe" (1980)
- "Love is a Gun" (1982)
- "Where Were You" (1982)
- "Waiting for a Train" (1983)
- "Waiting for a Train (French Take)" (1983)
- "Down Among The Dead Men" (1983)
- "Midnight Man" (1985)
- "Early Morning Wake Up Call" (1985)
- "Ayla" (1987)
- "Money Don't Lie" (1988)
- "Yesterday's Gone (EP)" (1988)
- "Waiting for a Train '89" (1989)
- "Something About You" (1990)
- "Burning Up The Night" (1992)
- "Living On Dreams" (1992)
- "Walking in the Rain '96" (1996)
- "Waiting for a Train '96" (1996)

## Álbumes
- Flash and the Pan (1979)
- Lights in the Night (1980)
- Headlines (1982)
- Early Morning Wake Up Call (1984)
- Nights in France (1987)
- Burning up the Night (1992)

### Compilaciones
- Pan-orama (1983)
- Flash Hits (1988)
- Collection (1990)
- The Flash and the Pan Hits Collection (1996)